# Ергесян, Рубен Акопович
Ергесян Рубен Акопович (6 января 1909, Битлис, Битлисский вилайет — 1985) — армянский ученый-биолог, специалист по селекции винограда.

## Биография
Родился 6 января 1909 года в Битлисе. В 1936 году с отличием окончил садоводческий факультет Армянского сельскохозяйственного института. Аспирант Ленинградского института биологии (1936—1939). Кандидат биологических наук (1949), доктор сельскохозяйственных наук (1970).
В 1950—1979 годах был заведующим отделом агротехники Армянского НИИ виноградарства, виноделия и садоводства, с 1980 года работал там же научным консультантом.
Ергесян Р. А. занимался изучением аффинитета и адаптации 16 подвойных и 15 привойных сортов винограда. За время научной деятельности вывел 5 филлоксероустойчивых и 2 крупноягодных кишмишных сорта винограда, разработал и внедрил в производство высокоэффективную звездообразную форму виноградного куста. Также Ергесян является автором технологии сооружения ступенчатых террас на холмистой местности и комплекса агротехнических мероприятий возделывания на них виноградников.
Разработал технологию возделывания винограда в неполивных условиях северных районов Армении. Автор 4 книг, 11 брошюр и 2 изобретений.
Награждён медалями СССР, ВДНХ СССР и Почетной грамотой ВС АрмССР.